# Lucy Liu
Lucy Alexis Liu, hay Lưu Ngọc Linh (giản thể: 刘玉玲; phồn thể: 劉玉玲; bính âm: Liú 
Yùlíng; Việt bính: Lau4 Juk6 Ling4, sinh ngày 2 tháng 12 năm 1968), thường được biết đến với nghệ danh Lucy Liu, là một nữ diễn viên người Mỹ gốc Hoa. 
Cô trở nên nổi tiếng vì đóng vai Ling Woo hung ác và láu cá trong bộ phim truyền hình Ally McBeal (1998 - 2002), trong đó cô được đề cử giải Emmy Primetime cho Nữ diễn viên phụ xuất sắc trong phim hài và một diễn viên màn ảnh Giải thưởng Guild dành cho thành tích xuất sắc của một nữ diễn viên trong một series hài hước. Bộ phim của cô đã đóng vai chính trong phim Charlie's Angels (2000), đóng vai O-Ren Ishii trong phim Kill Bill (2003) và đóng vai chính trong các bộ phim chính như Payback (Pearl, 1999), Chicago Kitty Baxter, 2002) và bộ phim hoạt hình Kung Fu Panda (2008 - 2017) miêu tả nhân vật Viper Master.

## Tiểu sử
Lưu Ngọc Linh sinh ngày 2 tháng 12 năm 1968 tại Jackson Heights, Queens, New York City, New York. Tên tiếng Anh của cô là Lucy Liu. Ở trường trung học, cô đã lấy thêm một tên đệm là Alexis. Cô là con út trong gia đình có ba người con sinh ra ở Cecilia, người đã làm việc như là một nhà sinh vật học và Tom Liu, một kỹ sư dân dụng đã qua đào tạo đã bán bút đồng hồ kỹ thuật số. Bố mẹ của cô đến từ Bắc Kinh và Thượng Hải và di cư sang Đài Loan như người lớn trước khi gặp New York. Cô có một anh trai, Alex, và một chị gái, Jenny. Cha mẹ cô làm nhiều việc trong khi cô và anh chị em của cô lớn lên.
Cô đã nói rằng cô đã lớn lên trong một khu phố đa chủng tộc. Cô học tiếng Quan thoại ở nhà và bắt đầu học tiếng Anh khi cô 5 tuổi. Cô đã học võ thuật kali-eskrima-silat như một sở thích khi còn nhỏ. Cô học trường trung học Joseph Pulitzer (I. S. 145), và tốt nghiệp trường Trung học Stuyvesant vào năm 1986. Sau đó cô theo học tại Đại học New York và chuyển sang Đại học Michigan ở Ann Arbor, Michigan, nơi cô là thành viên của hội trường Chi Omega. Cô lấy bằng cử nhân về ngôn ngữ và văn hoá Châu Á. Cô đã làm nhân viên phục vụ tại câu lạc bộ Các bộ phim hài Ann Arbor năm 1988-89.

## Sự nghiệp diễn xuất
Lưu Ngọc Linh đã khởi đầu sự nghiệp diễn xuất của cô vào năm 2011. Bộ phim có tiêu đề Meena dựa trên một câu chuyện có thật, về một cô gái Ấn Độ tám tuổi được bán cho một nhà chứa. Bộ phim được chiếu tại thành phố New York vào năm 2014.
Các bộ phim khác được đạo diễn bởi Lưu Ngọc Linh bao gồm 4 tập của Elementary và một tập của Graceland. Cô được lên kế hoạch ra mắt lần thứ hai của Luke Cage.

## Sự nghiệp khác
Cô đã trình bày tác phẩm nghệ thuật của mình dưới bút danh tiếng Trung của cô là Ngọc Linh. Cô là một nghệ sĩ trong nhiều phương tiện truyền thông, đã có một số triển lãm trưng bày giới thiệu các bức tranh, ảnh và nhiếp ảnh. Cô bắt đầu làm phương tiện truyền thông cắt dán khi cô 16 tuổi, và trở thành một nhiếp ảnh gia và họa sĩ. Cô đã học ở New York Studio School để vẽ, sơn và điêu khắc từ năm 2004 đến năm 2006.
Tháng 9 năm 2006, Lưu đã tổ chức một cuộc triển lãm nghệ thuật và tặng cô phần lợi nhuận cho UNICEF. Cô cũng đã có một chương trình khác vào năm 2008 tại Munich. Bức tranh của cô, "Escape", đã được đưa vào bộ sưu tập nghệ thuật của Cutting Edge của Montblanc và được trình diễn trong Art Basel Miami 2008, cho thấy các tác phẩm của các nghệ sĩ đương đại Mỹ. Cô đã tuyên bố rằng cô đã hiến tặng chia sẻ lợi nhuận từ bộ sưu tập của NYC Milk Gallery cho UNICEF. Tại London, một phần số tiền thu được từ cuốn sách Seventy Two của cô đã chuyển đến UNICEF.

## Chuyến đi từ thiện
Năm 2001, cô là người phát ngôn của Quỹ gây quỹ của Lee National Denim Day, gây quỹ cho nghiên cứu và giáo dục ung thư vú. Năm 2004 cô được bổ nhiệm làm đại sứ của Quỹ Uefa của Hoa Kỳ. Cô đi du lịch đến Pakistan và Lesotho, trong số nhiều nước khác.
Đầu năm 2006, cô đã nhận được một "Giải thưởng Xuất sắc Châu Á" cho Tầm nhìn. Cô cũng tổ chức một phim tài liệu của MTV, Traffic, cho chiến dịch MTV EXIT năm 2007. Trong năm 2008, cô đã sản xuất và kể về bộ phim ngắn The Road to Traffik, về tác giả Campuchia và nhà bảo trợ nhân quyền Somaly Mam. Bộ phim được đạo diễn bởi Kerry Girvin và đồng sản xuất bởi nhiếp ảnh gia Norman Jean Roy. Điều này dẫn tới mối quan hệ hợp tác với các nhà sản xuất trong bộ phim tài liệu Redlight.

## Cuộc sống cá nhân
Cô là người ủng hộ bình đẳng về hôn nhân cho đồng tính nữ và trở thành người phát ngôn cho Chiến dịch về Nhân quyền trong năm 2011. Cô đã hợp tác với Heinz để chống lại mối đe dọa sức khoẻ toàn cầu lan rộng của thiếu máu thiếu sắt và suy dinh dưỡng vitamin và khoáng ở trẻ sơ sinh và trẻ em ở các nước đang phát triển.
Cô đã nghiên cứu các tôn giáo khác nhau, chẳng hạn như Phật giáo, Đạo giáo và thần bí Do Thái giáo. Cô đã nói, "Tôi vào tất cả mọi thứ tinh thần - bất cứ điều gì liên quan đến thiền, tụng kinh hay bất cứ thứ gì, tôi học triết học Trung Quốc ở trường học, có một cái gì đó trong siêu hình mà tôi thấy rất hấp dẫn".
Cô đã từng là thành viên của Ủy ban Tổ chức Trung Quốc - Hoa Kỳ 100 từ năm 2004.
Cô tuyên bố sự ra đời của con trai cô, Rockwell Lloyd Liu, người đã được sinh ra qua một đại diện mang thai vào ngày 27 tháng 8 năm 2015; người cha không biết.
Kể từ khi ra đời Rockwell, cô đã tham gia rất nhiều vào việc kỷ niệm sự đa dạng trong các gia đình hiện đại. Một chiến dịch quan trọng mà cô tham gia là chiến dịch "Làm mẹ Ngày của Mẹ" của Tylenol.

## Phim ảnh

### Phim
| Năm  | Tiêu đề                                      | Vai                         | Chú thích                    |
| ---- | -------------------------------------------- | --------------------------- | ---------------------------- |
| 1992 | Rhythm of Destiny                            | Donna                       |                              |
| 1993 | Protozoa                                     | Ari                         | Short film                   |
| 1995 | Bang                                         | Hooker                      |                              |
| 1996 | Jerry Maguire                                | Former girlfriend           |                              |
| 1997 | Gridlock'd                                   | Cee-Cee                     |                              |
| 1997 | City of Industry                             | Cathi Rose                  |                              |
| 1997 | Flypaper                                     | Dot                         |                              |
| 1997 | Guy                                          | Woman at newsstand          |                              |
| 1998 | Love Kills                                   | Kashi                       |                              |
| 1999 | Payback                                      | Pearl                       |                              |
| 1999 | True Crime                                   | Toy shop girl               |                              |
| 1999 | Molly                                        | Brenda                      |                              |
| 1999 | The Mating Habits of the Earthbound Human    | The Female's Friend (Lydia) |                              |
| 1999 | Play It to the Bone                          | Lia                         |                              |
| 2000 | Shanghai Noon                                | Princess Pei Pei            |                              |
| 2000 | Charlie's Angels                             | Alex Munday                 |                              |
| 2001 | Hotel                                        | Kawika                      |                              |
| 2002 | Ballistic: Ecks vs. Sever                    | Agent Sever                 |                              |
| 2002 | Cypher                                       | Rita Foster                 |                              |
| 2002 | Chicago                                      | Kitty Baxter                |                              |
| 2003 | Charlie's Angels: Full Throttle              | Alex Munday                 |                              |
| 2003 | Kill Bill: Volume 1                          | O-Ren Ishii                 |                              |
| 2004 | Mulan II                                     | Mei (Voice)                 | Direct-to-video              |
| 2005 | 3 Needles                                    | Jin Ping                    |                              |
| 2005 | Domino                                       | Taryn Mills                 |                              |
| 2006 | Lucky Number Slevin                          | Lindsey                     |                              |
| 2007 | Code Name: The Cleaner                       | Gina                        | Also executive producer      |
| 2007 | Rise: Blood Hunter                           | Sadie Blake                 |                              |
| 2007 | Watching the Detectives                      | Violet                      |                              |
| 2008 | The Year of Getting to Know Us               | Anne                        |                              |
| 2008 | Kung Fu Panda                                | Master Viper (Voice)        | English and Mandarin version |
| 2008 | Tinker Bell                                  | Silvermist (Voice)          |                              |
| 2009 | Tinker Bell and the Lost Treasure            | Silvermist (Voice)          |                              |
| 2009 | Redlight                                     | Herself/Narrator            | Also producer                |
| 2010 | Tinker Bell and the Great Fairy Rescue       | Silvermist (Voice)          |                              |
| 2010 | Nomads                                       | Susan                       |                              |
| 2010 | Kung Fu Panda Holiday                        | Master Viper (voice)        |                              |
| 2011 | Detachment                                   | Dr. Doris Parker            |                              |
| 2011 | The Trouble with Bliss                       | Andrea                      |                              |
| 2011 | Kung Fu Panda 2                              | Master Viper (Voice)        | English and Mandarin version |
| 2011 | Someday This Pain Will Be Useful to You      | Hilda Temple                |                              |
| 2012 | Secret of the Wings                          | Silvermist (Voice)          |                              |
| 2012 | The Man with the Iron Fists                  | Madame Blossom              |                              |
| 2014 | The Pirate Fairy                             | Silvermist (Voice)          |                              |
| 2014 | Magic Wonderland                             | Princess Ocean (Voice)      | English and Mandarin version |
| 2014 | The Tale of the Princess Kaguya              | Lady Sagami (Voice)         | English and Mandarin version |
| 2014 | Tinker Bell and the Legend of the NeverBeast | Silvermist (Voice)          |                              |
| 2016 | Kung Fu Panda 3                              | Master Viper (Voice)        | English and Mandarin version |
| 2018 | Set It Up                                    | Kristen                     | In post-production           |
| 2018 | Future World                                 | The Queen                   | In post-production           |
| 2024 | Red One: Mật mã đỏ                           | Zoe                         |                              |

Chương trình truyền hình
| Năm       | Tiêu đề                               | Vai trò                           | Chú thích                                         |
| --------- | ------------------------------------- | --------------------------------- | ------------------------------------------------- |
| 1991      | Beverly Hills, 90210                  | Courtney                          | Episode: "Pass, Not Pass"                         |
| 1993      | L.A. Law                              | Mai Lin                           | Episode: "Foreign Co-Respondent"                  |
| 1994      | Hotel Malibu                          | Co-worker                         | Episode: "Do Not Disturb"                         |
| 1994      | Coach                                 | Nicole Wong                       | 2 episodes                                        |
| 1995      | Home Improvement                      | Woman #3                          | Episode: "Bachelor of the Year"                   |
| 1995      | Hercules: The Legendary Journeys      | Oi-Lan                            | Episode: "The March to Freedom"                   |
| 1995      | ER                                    | Mei-Sun Leow                      | 3 episodes                                        |
| 1996      | Nash Bridges                          | Joy Powell                        | Episode: "Genesis"                                |
| 1996      | The X-Files                           | Kim Hsin                          | Episode: "Hell Money"                             |
| 1996      | High Incident                         | Officer Whin                      | 2 episodes                                        |
| 1996–97   | Pearl                                 | Amy Li                            | Main cast; 22 episodes                            |
| 1997      | The Real Adventures of Jonny Quest    | Melana (Voice)                    | 2 episodes                                        |
| 1997      | NYPD Blue                             | Amy Chu                           | Episode: "A Wrenching Experience"                 |
| 1997      | Riot                                  | Boomer's girlfriend               | Television film (segment "Empty")                 |
| 1997      | Dellaventura                          | Yuling Chong                      | Episode: "Pilot"                                  |
| 1997      | Michael Hayes                         | Alice Woo                         | Episode: "Slaves"                                 |
| 1998–02   | Ally McBeal                           | Ling Woo                          | Main cast (seasons 2–5); 72 episodes              |
| 2000      | MADtv                                 | Herself                           | Season 6, episode 6                               |
| 2000      | Saturday Night Live                   | Herself                           | Episode: "Lucy Liu/Jay-Z"                         |
| 2001–02   | Futurama                              | Herself (Voice)                   | 2 episodes                                        |
| 2001      | Sex and the City                      | Herself                           | Episode: "Coulda, Woulda, Shoulda"                |
| 2002      | King of the Hill                      | Tid Pao Souphanousinphone (Voice) | Episode: "Bad Girls, Bad Girls, Whatcha Gonna Do" |
| 2004      | Jackie Chan Adventures                | Adult Jade Chan (Voice)           | Episode: "J2: Rise of the Dragons"                |
| 2004      | Game Over                             | Raquel Smashenburn (Voice)        | 6 episodes                                        |
| 2004–07   | Maya & Miguel                         | Maggie Lee (Voice)                |                                                   |
| 2004–05   | Joey                                  | Lauren Beck                       | 3 episodes                                        |
| 2005      | Clifford's Puppy Days                 | Teacup, Mrs. Glen (Voices)        | Episode: "Adopt-a-Pup/Jokes on You"               |
| 2005      | The Simpsons                          | Madam Wu (Voice)                  | Episode: "Goo Goo Gai Pan"                        |
| 2007      | Ugly Betty                            | Grace Chin                        | 2 episodes                                        |
| 2008      | Cashmere Mafia                        | Mia Mason                         | Main cast; 7 episodes                             |
| 2008      | Ben & Izzy                            | Yasmine (Voice)                   |                                                   |
| 2008–09   | Dirty Sexy Money                      | Nola Lyons                        | Main cast (season 2); 13 episodes                 |
| 2008      | Little Spirit: Christmas in New York  | Leo's mom (Voice)                 | Television film                                   |
| 2009      | Afro Samurai: Resurrection            | Sio (Voice)                       | Television film                                   |
| 2010      | Kung Fu Panda Holiday                 | Master Viper (Voice)              | Television special                                |
| 2010      | Marry Me                              | Rae Carter                        | Miniseries; 2 episodes                            |
| 2011      | Pixie Hollow Games                    | Silvermist (Voice)                | Television special                                |
| 2011–16   | Kung Fu Panda: Legends of Awesomeness | Master Viper (Voice)              |                                                   |
| 2012      | Southland                             | Jessica Tang                      | 10 episodes                                       |
| 2012–2019 | Elementary                            | Joan Watson                       | Main cast                                         |
| 2013      | Pixie Hollow Bake Off                 | Silvermist (voice)                | Television short film                             |
| 2016      | Girls                                 | Detective Mosedale                | Episode: "Japan"                                  |
| 2017      | Difficult People                      | Veronica Ford                     | Episode: "Code Change"                            |
| 2017      | Michael Jackson's Halloween           | Conformity                        | Voice role, TV special                            |

### Trong vai trò làm đạo diễn
| Năm     | Bộ phim    | Chú thích                       |
| ------- | ---------- | ------------------------------- |
| 2011    | Meena      | Phim ngắn                       |
| 2014-17 | Elementary | 4 tập                           |
| 2015    | Graceland  | Tập phim: "Master of Weak Ties" |
| 2018    | Luke Cage  |                                 |

## Đề cử và giải thưởng
| Năm  | Giải thưởng                                    | Thể loại                                                                   | Nominated work                  | Kết quả   |
| ---- | ---------------------------------------------- | -------------------------------------------------------------------------- | ------------------------------- | --------- |
| 1997 | Screen Actors Guild Award                      | Outstanding Performance by an Ensemble in a Comedy Series                  | Ally McBeal                     | Nominated |
| 1998 | Screen Actors Guild Award                      | Outstanding Performance by an Ensemble in a Comedy Series                  | Ally McBeal                     | Won       |
| 1999 | Screen Actors Guild Award                      | Outstanding Performance by an Ensemble in a Comedy Series                  | Ally McBeal                     | Nominated |
| 1999 | NAACP Image Award                              | Outstanding Supporting Actress in a Drama Series                           | Ally McBeal                     | Nominated |
| 1999 | Primetime Emmy Award                           | Outstanding Supporting Actress in a Comedy Series                          | Ally McBeal                     | Nominated |
| 2000 | Screen Actors Guild Award                      | Outstanding Performance by an Ensemble in a Comedy Series                  | Ally McBeal                     | Nominated |
| 2000 | Blockbuster Entertainment Award                | Favorite Supporting Actress – Action                                       | Shanghai Noon                   | Won       |
| 2001 | Blockbuster Entertainment Award                | Favorite Team                                                              | Charlie's Angels                | Won       |
| 2001 | MTV Movie Award                                | Best On-Screen Duo                                                         | Charlie's Angels                | Won       |
| 2001 | MTV Movie Award                                | Best Dressed                                                               | Charlie's Angels                | Nominated |
| 2001 | Saturn Award                                   | Best Supporting Actress                                                    | Charlie's Angels                | Nominated |
| 2003 | Broadcast Film Critics Association Award       | Best Cast                                                                  | Chicago                         | Won       |
| 2003 | Phoenix Film Critics Society Award             | Best Cast                                                                  | Chicago                         | Nominated |
| 2003 | Screen Actors Guild Award                      | Outstanding Performance by a Cast in a Motion Picture                      | Chicago                         | Won       |
| 2003 | Teen Choice Award                              | Choice Hissy Fit                                                           | Chicago                         | Nominated |
| 2003 | MTV Movie Award                                | Best Dance Sequence                                                        | Charlie's Angels: Full Throttle | Nominated |
| 2004 | MTV Movie Award                                | Best Villain                                                               | Kill Bill: Volume 1             | Won       |
| 2004 | Saturn Award                                   | Best Supporting Actress                                                    | Kill Bill: Volume 1             | Nominated |
| 2011 | NAACP Image Award                              | Outstanding Actress in a Television Movie, Mini-Series or Dramatic Special | Marry Me                        | Nominated |
| 2012 | New York Women in Film & Television Muse Award | Best Actress                                                               | Elementary                      | Won       |
| 2013 | Prism Awards                                   | Female Performance in a Drama Series Multi-Episode                         | Elementary                      | Nominated |
| 2013 | Seoul International Drama Awards               | Best Actress                                                               | Elementary                      | Won       |
| 2013 | Teen Choice Awards                             | Choice TV Actress: Action                                                  | Elementary                      | Won       |
| 2013 | Critics' Choice Television Award               | Best Guest Performer in a Drama Series                                     | Southland                       | Won       |
| 2013 | NAACP Image Award                              | Outstanding Supporting Actress in a Drama Series                           | Southland                       | Nominated |
| 2015 | People's Choice Awards                         | Favorite TV Crime Drama Actress                                            | Elementary                      | Nominated |
| 2016 | People's Choice Awards                         | Favorite TV Crime Drama Actress                                            | Elementary                      | Nominated |
| 2017 | People's Choice Awards                         | Favorite TV Crime Drama Actress                                            | Elementary                      | Nominated |